# Ellingen
Ellingen település Németországban, azon belül Bajorországban. Lakosainak száma 4045 fő (2023. december 31.). Ellingen Weißenburg in Bayern, Pleinfeld, Höttingen, Alesheim és Theilenhofen községekkel határos.

## Népesség
A település népessége az elmúlt években az alábbi módon változott:
| Lakosok száma | 1467 | 2158 | 3098 | 3258 | 3654 | 3638 | 3713 | 3786 | 3982 | 4045 |
|               | 1875 | 1950 | 1975 | 1987 | 2012 | 2014 | 2016 | 2017 | 2021 | 2023 |